# Hipismo nos Jogos Sul-Americanos de 2010
As competições de hipismo nos Jogos Sul-Americanos de 2010 ocorreram entre 21 e 24 de março no Club Campestre Llanogrande, em Rionegro. Sete eventos foram disputados.

## Calendário
| Março   | 17 | 18 | 19 | 20 | 21 | 22 | 23 | 24 | 25 | 26 | 27 | 28 | 29 | 30 | T |
| ------- | -- | -- | -- | -- | -- | -- | -- | -- | -- | -- | -- | -- | -- | -- | - |
| Hipismo |    |    |    |    | 1  | 2  | 2  | 2  |    |    |    |    |    |    | 7 |

## Medalhistas
| Evento                   | Ouro | Prata | Bronze |
| Velocidade e destreza    | Alfonso Anguita von Marees (QR Pillan) CHI Chile | Carlos Hernando Ramírez (Amazonas) COL Colômbia | Andrés Rodríguez (Da Vinci) VEN Venezuela                                                                                         |
| Adestramento por equipes | Bernal Corchuelo (Highlander) Eduardo Muñoz Laverde (Libertino) Diana Rey Bermudez (Twister VDL) César Torrente Bayona (Royal Copenhagen) COL Colômbia | Carolina Espinoza Navarro (Amadeu) María José Granja (Maximus) Franciska Klinkicht (Toledano) Iván Saldaña Pasmiño (Lady Killer) ECU Equador                      | Maria Arocha (Aristócrata) Alejandro Gómez (Revenge) Adriana Malaret (Sir Meister) Beatriz Torbay (Diskont) VEN Venezuela         |
| Saltos por equipes       | Rodrigo Díaz Krauss (Celesta) Mario Gamboa (Libertad) Carlos Hernando Ramírez (Amazonas) Nicolás Toro (Simonette) COL Colômbia                         | Alfonso Anguita von Marees (QR Pillan) Agustín Covarrubias (Prince Forlegato) Carlos Alberto Milthaler (As Fe Grande) Carlos Alberto Morstadt (Embrujo) CHI Chile | Anselmo Alvarado (Jhon du Fliers) Giancarlo Genelli (Harlow) Andrés Rodríguez (Da Vinci) Enrique Vanososte (Benala) VEN Venezuela |
| Adestramento individual  | Alejandro Gómez (Revenge) VEN Venezuela | Bernal Corchuelo (Highlander) COL Colômbia | Eduardo Muñoz Laverde (Libertino) COL Colômbia                                                                                    |
| Adestramento geral       | Eduardo Muñoz Laverde (Libertino) COL Colômbia | Bernal Corchuelo (Highlander) COL Colômbia | Alejandro Gómez (Revenge) VEN Venezuela                                                                                           |
| Salto individual         | Andrés Rodríguez (Da Vinci) VEN Venezuela | Carlos Hernando Ramírez (Amazonas) COL Colômbia | Alfonso Anguita von Marees (QR Pillan) CHI Chile                                                                                  |
| Salto geral              | Carlos Hernando Ramírez (Amazonas) COL Colômbia | Andrés Rodríguez (Da Vinci) VEN Venezuela | Rodrigo Díaz Krauss (Celesta) COL Colômbia                                                                                        |

## Quadro de medalhas
| Ordem | País      | Medalha de ouro | Medalha de prata | Medalha de bronze | Total |
| ----- | --------- | --------------- | ---------------- | ----------------- | ----- |
| 1     | Colômbia  | 4               | 4                | 2                 | 10    |
| 2     | Venezuela | 2               | 1                | 4                 | 7     |
| 3     | Chile     | 1               | 1                | 1                 | 3     |
| 4     | Equador   |                 | 1                |                   | 1     |
| TOTAL | TOTAL     | 7               | 7                | 7                 | 21    |